# Румелія

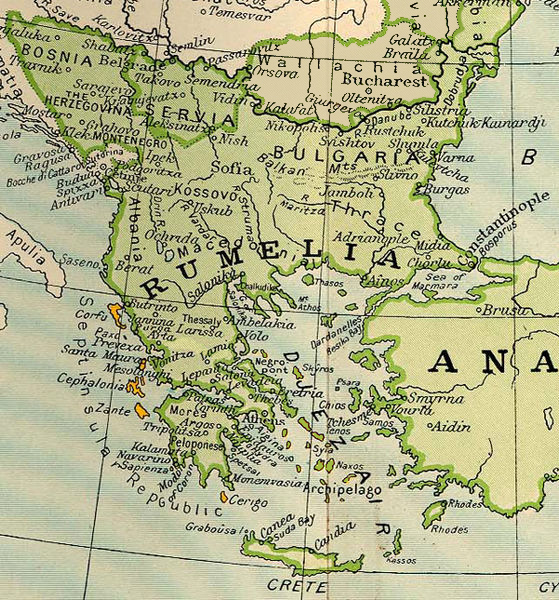
Мапа Румелії на 1801 рік

Руме́лія (тур. Rumeli, від Rum — «руми, ромеї» + el — «країна»; тобто «країна ромеїв»; болг. Румелия, мак. Румелија, алб. Rumelia, грец. Ρούμελη) — історична турецька назва частини Балкан. Етимологія слова походить від самоназви Візантії — грец. Ρώμη (сильний), тобто Римська імперія.

## Історія
Протягом XIV—XVI ст. — це провінція Османської імперії, яка охоплювала завойовані балканські землі, крім Боснії і узбережжя Егейського моря. Включала сучасну Болгарію, Сербію, Герцеговину, Албанію, Македонію, Епір і Фессалію.
Столицею Румелії певний час після 1385 року була Софія.
1878 року зі складу Румелії виділили автономну провінцію Східна Румелія. 1885 року її фактично приєднали до Болгарського князівства. 1908 року була остаточно анексована Болгарським царством. Зараз це південно-східні області Болгарії (найбільше місто — Пловдив).

## Сучасність
Тепер Румелією називається європейська частина Турецької Республіки, крім Стамбулу.